# Црква Светог Николе у Бијелом Пољу
Црква светог Николе у Бијелом Пољу, првобитно је био манастир, а касније претворен у парохијску цркву, по предању је задужбина Немањића a према археолошким истраживањима саграђена је у вријеме Вука Бранковића, непосредно прије Косовског боја, у периоду између 1370. и 1390. године, а уочено је више фаза изградње

## Прошлост
Настао је крајем 13. вијекa на рашком подручју. Храм Светог Николе био је познат као преписивачко средиште. Често се спомиње у 16. вијеку. Живописан је 1570. године, а обновљен 1688. године. Чува драгоцјене рукописе и књиге из прошлости, како свог, тако и оближњих манастира. Старјешина храма је бјелопољски свештеник Никола Скопљак.
По овој цркви град Бијело Поље је дуго носио име Никољпазар, и био је једна ода главних трговачких раскрсница на путу каравана из Дубровника.